# Coppa UDEAC 1986
La Coppa UDEAC 1986 (1986 UDEAC Cup) fu la terza edizione della Coppa UDEAC, competizione calcistica per nazione organizzata dalla UNIFFAC. La competizione si svolse in Guinea Equatoriale dal 9 dicembre al 19 dicembre 1986 e vide la partecipazione di sei squadre: Camerun, Ciad, Congo-Brazzaville, Gabon, Guinea Equatoriale e Rep. Centrafricana.

## Formula
- Qualificazioni

Nessuna fase di qualificazione. Le squadre sono qualificate direttamente alla fase finale.
- Fase finale

Fase a gruppi - 6 squadre, divise in due gruppi da tre squadre. Giocano partite di sola andata, le prime due classificate si qualificano per la fase a eliminazione diretta.
Fase a eliminazione diretta - 4 squadre, giocano partite di sola andata. La vincente si laurea campione UDEAC.

## Squadre partecipanti
| Pr. | Squadra            | Data di qualificazione certa | Partecipante in quanto | Partecipazioni precedenti al torneo | Ultima presenza |
| --- | ------------------ | ---------------------------- | ---------------------- | ----------------------------------- | --------------- |
| 1   | Camerun            | -                            | Qualificata di diritto | 2 (1984, 1985)                      | Gabon 1985      |
| 2   | Ciad               | -                            | Qualificata di diritto | 2 (1984, 1985)                      | Gabon 1985      |
| 3   | Congo-Brazzaville  | -                            | Qualificata di diritto | 2 (1984, 1985)                      | Gabon 1985      |
| 4   | Gabon              | -                            | Qualificata di diritto | 2 (1984, 1985)                      | Gabon 1985      |
| 5   | Guinea Equatoriale | -                            | Qualificata di diritto | 2 (1984, 1985)                      | Gabon 1985      |
| 6   | Rep. Centrafricana | -                            | Qualificata di diritto | 2 (1984, 1985)                      | Gabon 1985      |

Nella sezione "partecipazioni precedenti al torneo", le date in grassetto indicano che la nazione ha vinto quella edizione del torneo, mentre le date in corsivo indicano la nazione ospitante.

## Fase finale

### Fase a gruppi

#### Gruppo A

##### Classifica
| Pos | Squadra            | P.ti | G | V | N | P | GF | GS | DR |
| --- | ------------------ | ---- | - | - | - | - | -- | -- | -- |
| 1   | Camerun            | 4    | 2 | 2 | 0 | 0 | 5  | 1  | +4 |
| 2   | Ciad               | 2    | 2 | 1 | 0 | 1 | 2  | 3  | -1 |
| 3   | Guinea Equatoriale | 0    | 2 | 0 | 0 | 2 | 0  | 3  | -3 |

##### Risultati
| 9 dicembre 1986 | Camerun | 2 – 0 | Guinea Equatoriale |  |

| 11 dicembre 1986 | Camerun | 3 – 1 | Ciad |  |

| 13 dicembre 1986 | Ciad | 1 – 0 | Guinea Equatoriale |  |

#### Gruppo B

##### Classifica
| Pos | Squadra            | P.ti | G | V | N | P | GF | GS | DR |
| --- | ------------------ | ---- | - | - | - | - | -- | -- | -- |
| 1   | Gabon              | 4    | 2 | 2 | 0 | 0 | 2  | 0  | +2 |
| 2   | Congo-Brazzaville  | 2    | 2 | 1 | 0 | 1 | 3  | 2  | +1 |
| 3   | Rep. Centrafricana | 0    | 2 | 0 | 0 | 2 | 1  | 4  | -3 |

##### Risultati
| 10 dicembre 1986 | Gabon | 1 – 0 | Congo-Brazzaville |  |

| 12 dicembre 1986 | Congo-Brazzaville | 3 – 1 | Rep. Centrafricana |  |

| 14 dicembre 1986 | Gabon | 1 – 0 | Rep. Centrafricana |  |

### Fase a eliminazione diretta

#### Tabellone
|  | Semifinali        | Semifinali        | Semifinali |      |         | Finale            | Finale          | Finale          |  |
|  |                   |                   |            |      |         |                   |                 |                 |  |
|  | Camerun           | Camerun           | 1          |      |         |                   |                 |                 |  |
|  | Camerun           | Camerun           | 1          |      |         |                   |                 |                 |  |
|  | Congo-Brazzaville | Congo-Brazzaville | 0          |      |         |                   |                 |                 |  |
|  | Congo-Brazzaville | Congo-Brazzaville | 0          |      | Camerun | Camerun           | 4               |                 |  |
|  |                   |                   |            |      | Camerun | Camerun           | 4               |                 |  |
|  |                   |                   | Ciad       | Ciad | 1       |                   |                 |                 |  |
|  | Ciad              | Ciad              | Ciad       | Ciad | 1       | 0 (4)             |                 |                 |  |
|  | Ciad              | Ciad              |            |      |         | 0 (4)             |                 |                 |  |
|  | Gabon             | Gabon             | 0 (1)      |      |         | Finale 3º posto   | Finale 3º posto | Finale 3º posto |  |
|  | Gabon             | Gabon             | 0 (1)      |      |         |                   |                 |                 |  |
|  |                   |                   |            |      |         |                   |                 |                 |  |
|  |                   |                   |            |      |         | Congo-Brazzaville |                 |                 |  |
|  |                   |                   |            |      |         |                   |                 |                 |  |
|  |                   |                   |            |      |         | Gabon             |                 |                 |  |

#### Semifinali
| 16 dicembre 1986 | Camerun | 1 – 0 | Congo-Brazzaville |  |

| 17 dicembre 1986                             | Ciad                 | 0 – 0 | Gabon |  |
| \| \| \| \| \| \| Tiri di rigore 4 – 1 \| \| |                      |       |       |  |
|                                              |                      |       |       |  |
|                                              | Tiri di rigore 4 – 1 |       |       |  |

#### Finale 3º posto
|  | Congo-Brazzaville | – | Gabon |  |

#### Finale
| 19 dicembre 1985 | Camerun | 4 – 1 | Ciad |  |